# Otępienie naczyniopochodne
Otępienie naczyniopochodne, otępienie naczyniowe – otępienie spowodowane naczyniopochodnym uszkodzeniem mózgu. Jest to niejednorodna grupa zaburzeń, o różnej patogenezie i zróżnicowanym obrazie klinicznym. Może być spowodowane licznymi drobnymi zawałami (udarami) kory mózgu lub struktur podkorowych mózgu, stąd określenie otępienia wielozawałowego (ang. multi-infarct dementia, MID). Należy tu również otępienie spowodowane pojedynczym udarem mózgu (otępienie poudarowe, ang. post-stroke dementia). Gdy uszkodzenie mózgu spowodowane jest nieprawidłowościami małych naczyń, na przykład w przebiegu wieloletniego, nieleczonego nadciśnienia tętniczego, ma postać rozlanego uszkodzenia istoty białej i określane jest jako leukoencefalopatia podkorowa lub choroba Binswangera. Otępienie naczyniopochodne może współistnieć z chorobą Alzheimera, określane jest wówczas jako otępienie mieszane (ang. mixed dementia). W klasyfikacji DSM-5 pojęcie otępienia naczyniowego zastąpiono terminem większego naczyniowego zaburzenia neuropoznawczego (ang. major vascular neurocognitive disorder). Stosuje się również szersze pojęcie naczyniowego upośledzenia funkcji poznawczych (ang. vascular cognitive impairment), obejmujące także konsekwencje naczyniowego uszkodzenia mózgu poprzedzające pełnoobjawowe otępienie.

## Epidemiologia
Otępienie naczyniopochodne uważane jest za drugą, po otępieniu w chorobie Alzheimera, przyczynę otępień. W Japonii otępienie naczyniowe jest najczęstszą przyczyną otępienia. Częstość otępienia naczyniopochodnego szacuje się na 10–25% otępień. Ponadto, patologia naczyniowa towarzyszy około 25% przypadków otępienia typu alzheimerowskiego.

### Czynniki ryzyka
Czynnikami ryzyka otępienia wielozawałowego są podeszły wiek, nadciśnienie tętnicze, cukrzyca, miażdżyca naczyń wieńcowych, hipertriglicerydemia i hiperlipidemia.
Do czynników ryzyka wystąpienia otępienia poudarowego należą: rozległ udar półkuli dominującej, uszkodzenie lewej półkuli, zwężenie tętnicy szyjnej wewnętrznej, cukrzyca, przebyte udary, podeszły wiek, niski poziom wykształcenia, rasa inna niż biała.
Rzadkie są genetycznie uwarunkowane postacie otępienia naczyniopochodnego. Należy tu CADASIL i angiopatie amyloidowe.

## Rozpoznanie
Pewne rozpoznanie można postawić jedynie na podstawie badania neuropatologicznego. Do rozpoznania klinicznego niezbędne jest stwierdzenie zespołu otępiennego i udokumentowanego naczyniowego uszkodzenia mózgu, oraz stwierdzenie czasowego związku między nimi. Pomocna w diagnostyce może być skala Hachinskiego (ale nie może ona służyć do rozpoznawania otępienia naczyniowego).
W samym procesie diagnostyki zespołu otępiennego istotne jest, że niektóre testy (np. MMSE) służą do oceny otępienia w chorobie Alzheimera i mogą być nieprzydatne w diagnostyce innych postaci otępień, w tym naczyniopochodnego.
W diagnostyce różnicowej uwzględnia się inne postacie otępienia, przede wszystkim otępienia typu Alzheimera.

### ICD-10
Klasyfikacja ICD-10 podaje następujące kryteria otępienia naczyniowego:
1. Spełnione ogólne kryteria otępienia
2. Nierównomierne deficyty wyższych funkcji korowych, z wyraźnym upośledzeniem jednych funkcji i względnym oszczędzeniem innych
3. Kliniczne przesłanki ogniskowego uszkodzenia mózgu (jednostronny niedowład spastyczny kończyn, jednostronne wzmożenie odruchów ścięgnistych, dodatni objaw Babińskiego, zespół rzekomoopuszkowy)
4. Wywiad, badanie lub testy wyraźnie potwierdzają chorobę naczyniową mózgu, i można ją powiązać przyczynowo z otępieniem.

ICD-10 wyróżnia otępienie naczyniowe o ostrym początku (F01.0), otępienie wielozawałowe (F01.1), otępienie naczyniowe podkorowe (F01.2), otępienie naczyniowe mieszane korowe i podkorowe (F01.3). Osobno koduje się otępienie atypowe lub mieszane w chorobie Alzheimera (F00.2, obejmujące otępienie mieszane typu alzheimerowskiego i naczyniowe).

### DSM-IV
W klasyfikacji DSM-IV otępienie naczyniowe utożsamiane było z otępieniem wielozawałowym i podano następujące kryteria rozpoznania:
1. Powstanie deficytów poznawczych przejawiających się upośledzeniem pamięci oraz co najmniej jednym z następujących: afazją, apraksją, agnozją, zaburzeniem funkcji wykonawczych.
2. Każdy z wymienionych deficytów powoduje upośledzenie funkcjonowania społecznego i zawodowego i stanowi istotny spadek w porównaniu do poprzedniego poziomu funkcjonowania
3. Występują ogniskowe objawy neurologiczne (np. wzmożenie głębokich odruchów ścięgnistych, odruch podeszwowy, porażenie rzekomoopuszkowe, zaburzenia chodu, obniżenie siły mięśniowej) lub dowody w badaniach dodatkowych na obecność choroby naczyniowej mózgu, związane przyczynowo z zakłóceniem
4. Deficyty te nie występują wyłącznie w przebiegu majaczenia.

DSM-IV wyróżniała cztery postacie otępienia naczyniowego: z majaczeniem (290.41), z urojeniami (290.42), z nastrojem depresyjnym (290.43), niepowikłane (290.40). Dodatkowym wyróżnikiem, który mógł być stosowany do każdej z tych postaci, było zakłócenie zachowania (294.10). Zalecano kodowanie choroby naczyniowej mózgu na osi III klasyfikacji.

### DSM-5
Klasyfikacja DSM-5 podaje następujące kryteria większego naczyniowego zaburzenia neuropoznawczego:
1. Spełnione ogólne kryteria dla większych zaburzeń neuropoznawczych
2. Obraz kliniczny jest spójny z etiologią naczyniową, o czym świadczy jedno z poniższych:
  1. Początek pogorszenia funkcji poznawczych związany czasowo z epizodem choroby naczyń mózgowych
  2. Pogorszenie funkcji poznawczych dotyczy głównie uwagi złożonej i funkcji wykonawczych
3. Istnieją dowody (z wywiadu, badania przedmiotowego lub badań obrazowych mózgu) na obecność choroby naczyń mózgowych, która ze względu na ciężkość może być brana pod uwagę jako prawdopodobna przyczyna zaburzeń funkcji poznawczych
4. Objawy nie mogą być lepiej wytłumaczone obecnością innej choroby mózgu lub choroby układowej.

Rozpoznanie jest możliwe, gdy spełnione są kryteria kliniczne, natomiast nie są dostępne wyniki badań lub nie można stwierdzić związku między epizodem choroby naczyniowej a wystąpieniem zespołu objawów.
Rozpoznanie jest prawdopodobne, gdy stwierdzi się jedno z poniższych:
1. Kryteria kliniczne i badania obrazowe wskazują na znaczne miąższowe uszkodzenie mózgu związane z chorobą naczyniową
2. Zespół objawów spowodowany jest wystąpieniem przynajmniej jednego, udokumentowanego epizodu choroby naczyniowej
3. Istnieją dowody kliniczne lub wynikające z badań na obecność choroby naczyń mózgowych.

DSM-5 wyróżnia większe zaburzenia neuropoznawcze ze współistniejącymi zaburzeniami zachowania i większe naczyniowe zaburzenia neuropoznawcze bez współistniejących zaburzeń zachowania.

### Kryteria NINDS-AIREN
Kryteria National Institute of Neurological Disorders and Stroke (NINDS) i Association Internationale pour la Recherche et l'Enseignement en Neurosciences (AIREN) są wykorzystywane do celów badawczych i epidemiologicznych, pozwalają na rozpoznanie prawdopodobnego, możliwego i pewnego otępienia naczyniowego. Aby rozpoznać prawdopodobne otępienie naczyniowe, muszą być spełnione wszystkie poniższe:
1. Otępienie, stwierdzone w badaniu klinicznym i potwierdzone testami neuropsychologicznymi. Kryteria wykluczenia: zaburzenia świadomości, psychoza, ciężka afazja, deficyty zmysłowe uniemożliwiające wykonanie testów neuropsychologicznych, inne choroby układowe lub choroby mózgu, mogące odpowiadać za obserwowane deficyty pamięci i funkcji poznawczych.
2. Choroba naczyń mózgowych
3. Związek między dwoma powyższymi zaburzeniami, objawiający się lub wynikający z co najmniej jednego z poniższych: (1) początek otępienia w ciągu 3 miesięcy od rozpoznania udaru (2) nagłe pogorszenie funkcji poznawczych lub falujące, stopniowe pogarszanie się zaburzeń funkcji poznawczych.
4. Objawy uprawdopodobniające rozpoznanie otępienia naczyniowego: (a) wczesny początek zaburzeń chodu (chód drobnymi krokami, „marche à petits pas”, chód apraktyczno-ataktyczny lub parkinsonowski) (b) zaburzenia równowagi, częste upadki (c) wczesne wystąpienie nietrzymania moczu, parcie na mocz i inne zaburzenia urologiczne nie wyjaśnione chorobą układu moczowego (d) porażenie rzekomoopuszkowe (e) zaburzenia osobowości i nastroju, abulia, depresja, chwiejność emocjonalna lub inne podkorowe deficyty, w tym spowolnienie psychoruchowe i zaburzenia funkcji wykonawczych.
5. Objawy świadczące przeciwko rozpoznaniu prawdopodobnego otępienia naczyniowego: (a) wczesny początek zaburzeń pamięci i postępujące pogorszenie pamięci i innych funkcji poznawczych takich jak język (transkorowa afazja czuciowa), umiejętności ruchowe (apraksja) i percepcja (agnozja), przy nieobecności zmian ogniskowych w badaniu neuroobrazowym (b) nieobecność ogniskowych objawów neurologicznych innych niż zaburzenia funkcji poznawczych  (c) nieobecność zmian naczyniowych w TK i MRI.

Rozpoznanie możliwego otępienia naczyniowego: obecność otępienia (kryterium 1) i ogniskowych objawów neurologicznych u pacjentów bez wyników badań obrazowych mózgu lub u których nie ma wyraźnego czasowego związku między otępieniem a udarem, lub u pacjentów z łagodnym początkiem objawów i zmiennym przebiegiem (z okresami plateau i polepszeń) zaburzeń poznawczych i obecną istotną klinicznie chorobą naczyń.
Rozpoznanie pewnego otępienia naczyniowego: (a) spełnione kryteria prawdopodobnego otępienia naczyniowego (b) dowody histopatologiczne na chorobę naczyniową uzyskane z biopsji lub w badaniu sekcyjnym (c) nieobecność splątków neurofibrylarnych i blaszek neurytycznych w liczbie przekraczającej normę dla wieku (d) nieobecność innego klinicznego lub patologicznego stanu mogącego dawać objawy otępienne.
Autorzy kryteriów zalecają unikanie terminu otępienia mieszanego, w przypadkach w których spełnione są kryteria dla możliwego otępienia typu Alzheimera i są dowody kliniczne lub neuroobrazowe na chorobę naczyniową mózgu stosować termin choroba Alzheimera z chorobą naczyniową mózgu (ang. Alzheimer′s disease with cardiovascular disease).

## Objawy i przebieg
Objawy różnią się w zależności od lokalizacji uszkodzeń mózgu. W otępieniu wielozawałowym początek zazwyczaj jest nagły, przebieg jest skokowy lub powoli postępujący. Otępienie wielozawałowe często spowodowane jest udarami płatów czołowych, wtedy w obrazie klinicznym dominują cechy zespołu czołowego. Zwykle stwierdza się ograniczenia funkcji wykonawczych, zaburzenia równowagi, labilność emocjonalną, objawy parkinsonowskie.
Objawom zespołu otępiennego towarzyszą korowe objawy ogniskowe w zależności od lokalizacji udaru. Brak tych objawów może świadczyć o otępieniu podkorowym, w którym zaburzenia pamięci i funkcji korowych są rzadkie i późne, dominują za to zaburzenia złożonych funkcji wykonawczych, uwagi i zachowania. Często obecne są wtedy objawy neurologiczne (zespoły: piramidowy, rzekomoopuszkowy, pozapiramidowy).
Otępieniu poudarowemu często towarzyszy zespół depresyjny.

### Wyniki badań obrazowych
W otępieniu wielozawałowym stwierdza się uszkodzenia  najczęściej w jądrach podkorowych, istocie białej płatów czołowych, wzgórzu, torebce wewnętrznej. W obrazie T2-zależnym w MRI mają wygląd hiperintensywnych zmian okołokomorowych (ang. periventricular white matter hyperintensities, PVH). Zmiany te nie są patognomoniczne dla otępienia naczyniowego, występują również u osób z otępieniem typu alzheimerowskiego i u osób zdrowych. W otępieniu naczyniowym mogą być bardziej charakterystyczne peryferyjne (głębokie) zmiany hiperintensywne (ang. deep white matter hyperintensities, dWMH).

## Leczenie
Zmiany naczyniowe w mózgu są nieodwracalne, postępowanie polega głównie na profilaktyce wtórnej chorób naczyniowych. Szczególnie istotne jest skuteczne leczenie nadciśnienia tętniczego. Pozostałymi potencjalnie modyfikowalnymi czynnikami ryzyka są cukrzyca, hiperlipidemia, miażdżyca, migotanie przedsionków, stan zapalny, palenie papierosów, nadużywanie alkoholu.
W objawowym leczeniu zaburzeń funkcji poznawczych pewne korzyści mogą dawać inhibitory acetylocholinoesterazy i memantyna, natomiast w większości krajów jest to zastosowanie pozarejestracyjne. Sugeruje się stosowanie mniejszych dawek inhibitorów acetylocholinoesterazy niż w leczeniu otępienia alzheimerowskiego.